# Alsónémedi
Alsónémedi es un pueblo mayor húngaro perteneciente al distrito de Gyál en el condado de Pest, con una población en 2013 de 5203 habitantes.
Se conoce su existencia desde el año 1067, cuando se menciona con el nombre de Nywyg. Sin embargo, la localidad original fue posteriormente destruida durante la ocupación otomana y la localidad actual es una refundación del siglo XVII.
Se ubica en la periferia meridional de la capital nacional Budapest, en la salida de la capital por la carretera 5 que lleva a Kecskemét.